# Эмар, Жозеф
Жозе́ф Эма́р (2 августа 1880[…], Ле-Мюро — 9 августа 1961[…], XIV округ Парижа) — французский книжный иллюстратор, родился 2 августа 1880 года в Ле-Мюро, небольшом городке на берегу Сены, к северо-западу от Парижа. Умер 9 августа 1961 года в Париже. Был плодовитым художником. В первые годы 20-го века публиковал карикатуры и комиксы в иллюстрированных газетах, таких как Le Pêle-mêle или Le Bon Vivant. Также разработал костюмы и декорации для нескольких опер, выкройки для набивных тканей, переплёты книг, плакаты и даже фасад бара на Парижской выставке декоративного искусства 1925 года. Его непреходящая слава, однако, связана с книжными иллюстрациями — всегда отчётливо французскими по характеру и часто эротическими, — которые он написал для большого количества изданий, включая многие классические произведения французской литературы, такие как Мнимый больной (1920), Гаргантюа и Пантагрюэль (1922), Жак-фаталист (1923), Сирано де Бержерак (1927) и Окассен и Николетта (1936).
Эмар также предоставил иллюстрации — как правило, юмористические рисунки, похожие на карикатуры, — ко многим научно-популярным произведениям, включая различные технические и справочные книги. В их числе были рисунки для Le Formulaire Magistral, технического фармакологического руководства с формулами для приготовления лекарств, а также учебник французской грамматики и арифметики, он был и автором обеих книг, они были опубликованы в 1927 году. В следующем году он опубликовал написанные и проиллюстрированные им книги по истории и географии Франции.
Эмар опубликовал ряд юмористически иллюстрированных кодексов законов, включая положения семейного права Le Code Civil, опубликованные в 1925 году, Code Pénal, опубликованный примерно в 1929 году, а в 1944 году он опубликовал длинный иллюстрированный налоговый кодекс Франции, Общий свод законов о директивах и налоговых обязательствах, все опубликованы в Париже.
Иллюстрации в этих трех работах, наряду со многими другими работами Эмара, были напечатаны в цвете с использованием метода «pochoir» (по-французски «трафарет»), при котором трафареты для каждого цвета, который будет напечатан, вырезаются вручную, обычно из целлулоида или пластика, и краски наносятся специальными кистями. Метод «pochoir» позволял получать яркие отпечатки с ярко выраженным свежим видом и наиболее известен тем, что использовался во французских принтах в стиле ар-нуво и ар-деко в начале 20-го века.
Эмар написал краткое автобиографическое эссе, опубликованное Бабу и Кахане на французском языке в 1928 году и в английском переводе в 1929 году, довольно сумбурное по содержанию и оставляющее массу неясностей. Например, после случайной истории нескольких «Эмаров», видимо его предков, заканчивающейся его рождением и двумя абзацами о своём детстве, Эмар просто заявляет: «А потом я иллюстрировал книги». Эмар рассказывает, что провёл четыре с половиной года в качестве военнопленного в Германии во время Первой мировой войны. Должно быть, он был схвачен вскоре после начала войны. Самый плодотворный период книжных иллюстраций для Эмара пришелся на 1920-е и 1930-е годы. Хотя он остался в оккупированном нацистами Париже и продолжал работать иллюстратором во время войны, его антинацистские настроения были выражены в иллюстрациях и рассказах, которые он включил в сборник юмористических рассказов об оккупации. После войны Эмар продолжил работать, хотя и на менее высоком уровне. В 1947 году, например, он проиллюстрировал издание классической работы Брилья-Саварена о гастрономии «Physiologie du Got» («Физиология вкуса»).